# Cladonota
Cladonota är ett släkte av insekter. Cladonota ingår i familjen hornstritar.

## Dottertaxa tillCladonota, i alfabetisk ordning[1]
- Cladonota affinis
- Cladonota albofasciatus
- Cladonota amazonicus
- Cladonota apicalis
- Cladonota atratus
- Cladonota bennetii
- Cladonota biclavatus
- Cladonota bolivari
- Cladonota brunneus
- Cladonota bulbosa
- Cladonota cinereus
- Cladonota clavaria
- Cladonota claviger
- Cladonota costata
- Cladonota crassepunctatus
- Cladonota falleni
- Cladonota foliatus
- Cladonota fritzi
- Cladonota gonzaloi
- Cladonota gracilis
- Cladonota guimaraesi
- Cladonota hoffmanni
- Cladonota inflatus
- Cladonota latifrons
- Cladonota lividus
- Cladonota lobulatus
- Cladonota locomotiva
- Cladonota lopezi
- Cladonota luctuosus
- Cladonota machinula
- Cladonota mirabilis
- Cladonota occidentalis
- Cladonota orientalis
- Cladonota paradoxa
- Cladonota pieltaini
- Cladonota plummeri
- Cladonota ridiculus
- Cladonota rigidus
- Cladonota robustulus
- Cladonota rufescens
- Cladonota siparuna
- Cladonota spatulatus
- Cladonota trilobosus
- Cladonota undulatus
- Cladonota vexillifera
- Cladonota zeledoni